# Pseudonovibos spiralis
Pseudonovibos spiralis és un boví que se suposa que viu a Cambodja i el Vietnam. Les úniques restes trobades d'aquest animal són un parell de banyes d'uns 45 cm de llarg amb alguns pèls enganxats (que deixaven intuir un pelatge clapat). El primer a trobar-les fou un zoòleg al mercat de Saigon i ràpidament foren atribuïdes a una nova espècie. En llengua khmer, el nom kting voar significa "gaur amb banyes de liana", però a l'Occident fou traduït erròniament com a "cabra de la jungla". El seu nom en vietnamita, lin duong ("cabra de muntanya") contribueix a alimentar aquesta confusió, però també es fa servir per referir-se a les espècies de gòrals.